# Opaheke
Ōpaheke  est une banlieue de la cité d’Auckland, dans le nord de l’Île du Nord en Nouvelle-Zélande.

## Situation
La ville est localisée au sud de la localité de Papakura, et à 32 kilomètres au sud d'Auckland CBD (Central Business District). La banlieue constitue le la partie la plus au sud de l’aire métropolitaine d’Auckland.

## Municipalités limitrophes
La station de  train est la gare de Papakura (en)

## Toponymie
Selon le Ministère de la Culture et du Patrimoine de la Nouvelle-Zélande, le terme Ōpaheke signifie « place des glissements de terrain ».

## Histoire
Ōpaheke est reconnue comme une banlieue indépendante en 1989. 
La zone, qui auparavant était considérée comme une petite partie du grand secteur de Papakura, est maintenant développée comme une zone résidentielle séparée.
Durant la réforme majeure du gouvernement local, en 1989, la zone d’Ōpaheke est incluse dans les limites du district de Papakura.
Depuis octobre 2010, après une revue de la Royal Commission on Auckland Governance, l’ensemble de la région d’Auckland est amalgamé en une seule autorité de cité. Comme l’ancien district de Papakura, toutes les autres autorités territoriales ont été abolies et l’ensemble du secteur a été fusionné dans un seul conseil de cité d’ Auckland. La banlieue d’Ōpaheke a été incluse depuis le ward de Manurewa-Papakura (en) au sein du Conseil d'Auckland.

## Démographie
Ōpaheke a une population de 2 868 habitants selon le recensement de 2018, en augmentation de 276 personnes (soit 10,6 %) par rapport à celui de 2013, et une augmentation de 315 personnes (soit 12,3 %) depuis le recensement de 2006.
En 2018, on compte 903 foyers, 1 398 hommes et 1 473 femmes, donnant un sexe-ratio de 0,95 homme pour une femme.
L’âge médian est de 33,7 ans avec 627 personnes (soit 21,9 %) âgées de moins de 15 ans, 624 personnes (soit 21,8 %) âgées de 15 à 29 ans, 1 332 personnes (soit 46,4 %) âgées de 30 à 64 ans, et 285 personnes (soit 9,9 %) âgées de 65 ans ou plus.
L’ethnicité était pour 71,0 % d’européens, 24,5 % de Māoris, 9,6 % de personnes du originaires du Pacifique, 11,3 % d'Asiatiques, et 2,8% d’autres ethnicités.
La proportion de personnes nées outre-mer est de 22,8 % (27,1 % au niveau national).
Bien que certaines personnes refusent à donner leur religion, 49,5 % disent n’avoir aucune religion, 35,8 % sont chrétiens, 2,1 % sont hindouistes, 0,7 % sont musulmans, 0,7 % sont bouddhistes et 5,1% ont une autre religion.
Parmi ceux qui ont au moins 15 ans, 429 personnes (soit 19,1 %) ont une licence ou un degré supérieur d'éducation et 405 personnes (soit 18,1 %) n’ont aucune qualification.
Le revenu médian est de 39,700 $. 
Le statut d’emploi des plus de 15 ans est pour 1 338 personnes (soit 59,7 %) un emploi à plein temps, 252 personnes (soit 11,2 %) un emploi à mi-temps et 84 personnes (soit 3,7 %) sans emploi.

## Éducation
L’école d’Opaheke School est une école assurant l'éducation primaire, publique et mixte, allant des années 1 à 8, avec un effectif de 485 élèves en février 2022. L’école est fondée en 1968.